# Pentamera
Genre
Pentamera est un genre d'holothuries (concombre de mer) de la famille des Phyllophoridae.

## Liste des espèces
Selon World Register of Marine Species (24 février 2015) :
- Pentamera beebei Deichmann, 1938
- Pentamera calcigera Stimpson, 1851
- Pentamera chierchiae (Ludwig, 1887)
- Pentamera chiloensis (Ludwig, 1887)
- Pentamera citrea (Semper, 1867)
- Pentamera constricta (Ohshima, 1915)
- Pentamera dubia Cherbonnier, 1951
- Pentamera fonsecae Solis-Marin, Alvarado, Conejeros-Vargas & Caballero-Ochoa, 2020
- Pentamera lissoplaca (Clark, 1924)
- Pentamera misakiensis Yamana & Kohtsuka, 2018
- Pentamera montereyensis Deichmann, 1938
- Pentamera obscura Cherbonnier, 1951
- Pentamera paraibanensis Prata & Christofferson, 2016
- Pentamera pediparva Lambert, 1998
- Pentamera populifera (Stimpson, 1864)
- Pentamera pseudocalcigera Deichmann, 1938
- Pentamera pseudopopulifera Deichmann, 1938
- Pentamera pulcherrima Ayres, 1852
- Pentamera rigida Lambert, 1998
- Pentamera trachyplaca (Clark, 1924)
- Pentamera zacae Deichmann, 1938

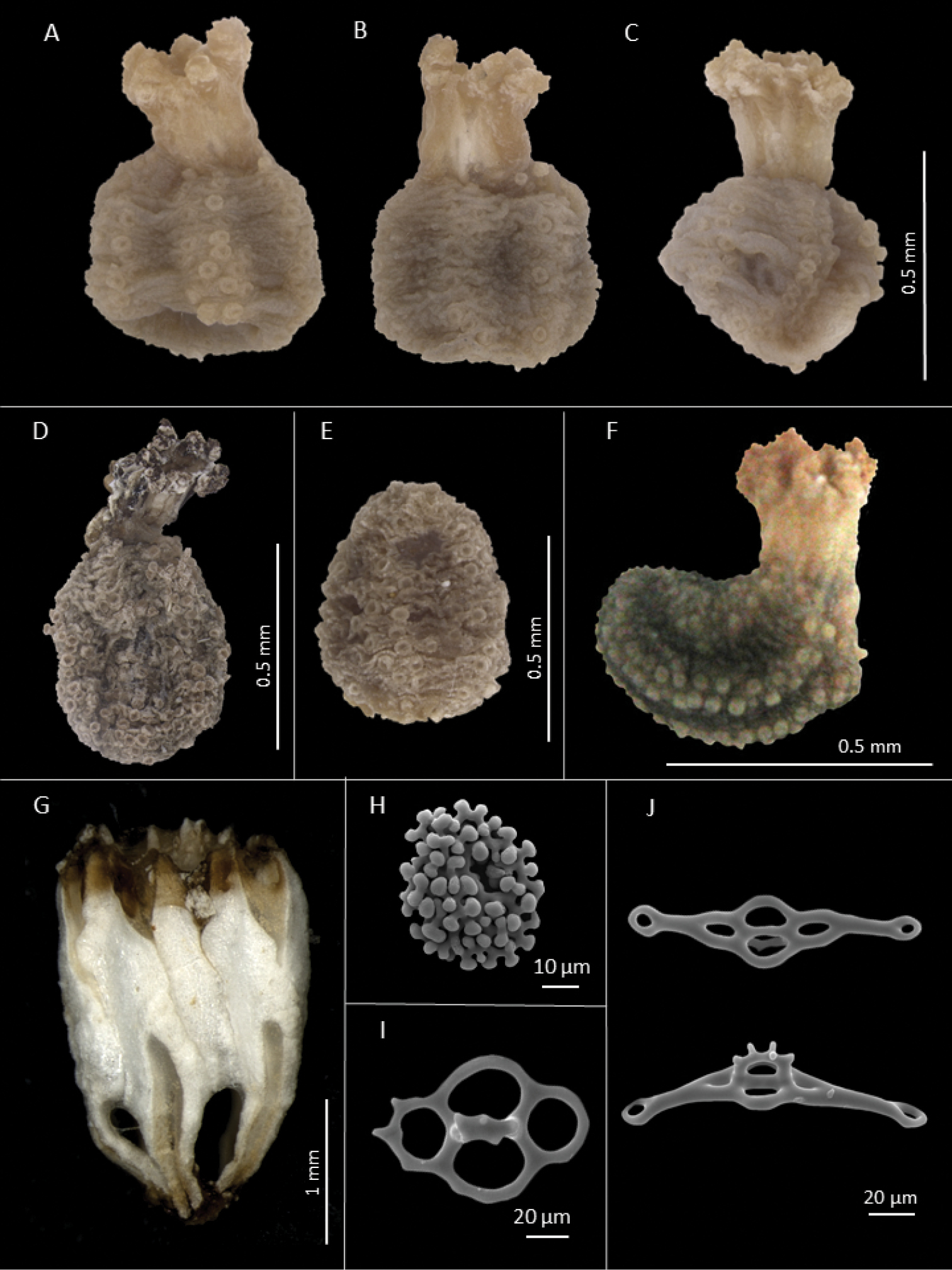
Pentamera paraibanensis
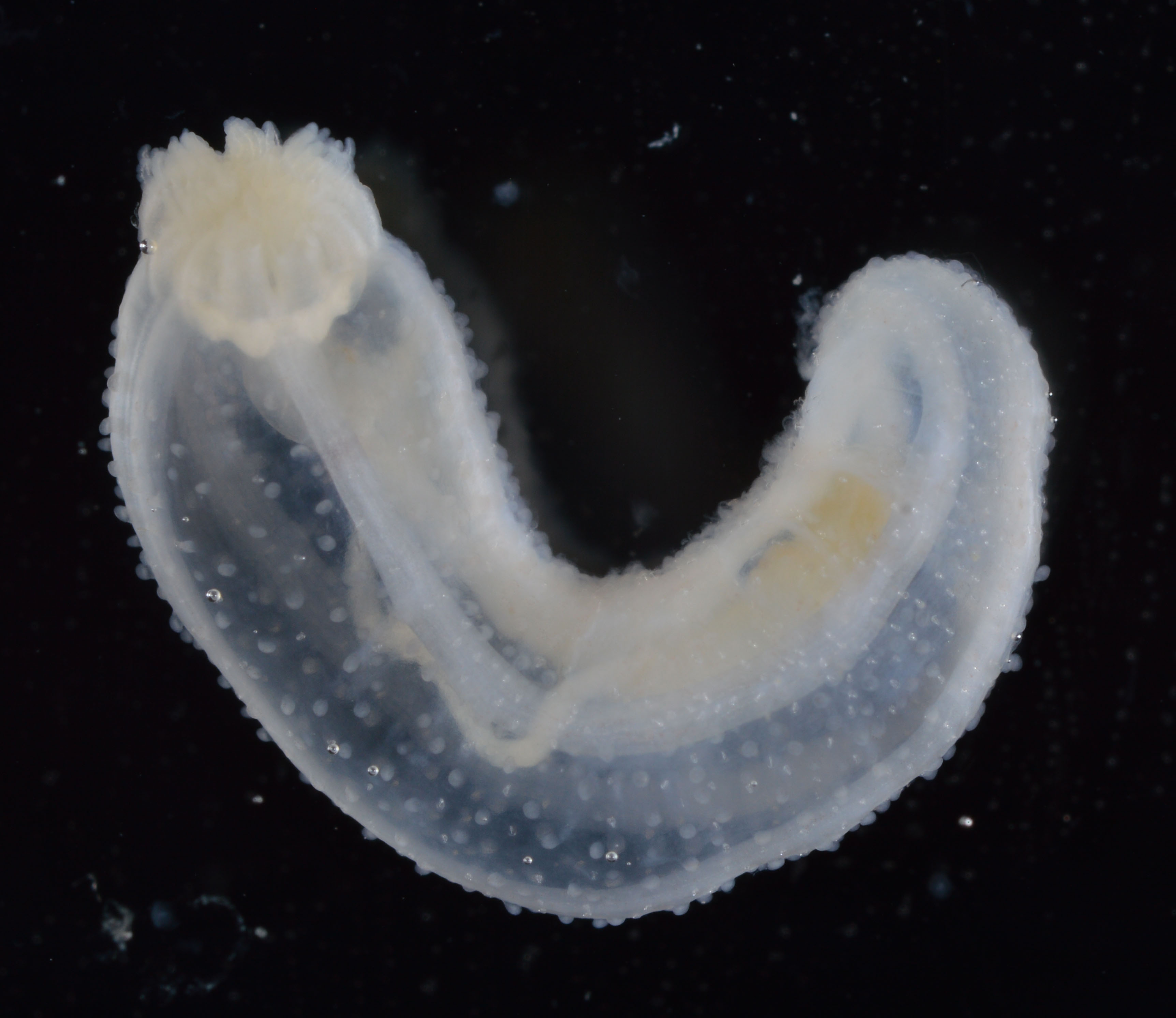
Pentamera pulcherrima (juvénile)